# Omalodes marseuli
Omalodes marseuli är en skalbaggsart som beskrevs av Schmidt 1889. Omalodes marseuli ingår i släktet Omalodes och familjen stumpbaggar. Inga underarter finns listade i Catalogue of Life.